# Negativoption
Die Negativoption ist eine Vertriebsform zur Anbahnung von Kauf- oder Nutzungsverträgen. Der Käufer oder Nutzer in spe erhält eine befristete kostenlose Probelieferung oder Probenutzung. Lehnt er nach Ablauf der Probezeit den Vertrag nicht ausdrücklich ab, so kommt stillschweigend ein Kauf- oder Nutzungsvertrag zustande.
Besonders verbreitet ist diese Vertriebsform bei Zeitschriftenabonnements. Auch bei Abonnements von Online- und Telekommunikationsdiensten ist sie gang und gäbe.
Sie ist an eine Reihe von Rechtsvorschriften gebunden:
- Die Verpflichtungsdauer des Kunden darf nicht mehr als ein Jahr[1] (nach anderer Lesart zwei Jahre[2]) betragen.
- Mit der Probelieferung darf kein psychischer Kaufzwang verbunden sein. Von einem solchen Zwang geht die Rechtsprechung beispielsweise aus, wenn mit der Probelieferung eine wertvolle Dreingabe, beispielsweise eine teure Uhr, verbunden ist. Der psychologische Kaufzwang gilt auch dann als gegeben, wenn der Kunde die Negativoption ausüben und trotzdem das Werbegeschenk behalten darf.
- Die Erprobungszeit muss angemessen sein: Nicht zu kurz, so dass der Kunde ausreichend Zeit hat, sich ein Urteil zu bilden, aber auch nicht zu lang, damit kein psychologischer Kaufzwang zustande kommt. Als angemessen gelten beispielsweise rund eine Woche bei Tageszeitungen und rund vier Wochen bei Wochenzeitungen.
- Die Bestimmungen der BGB-Informationspflichten-Verordnung sind einzuhalten.

Die Negativoption ist auch bei seriösen Fach- und Publikumsverlagen ein gängiges Mittel zur Neukundengewinnung. 
Teilweise werden jedoch Rechtsvorschriften wie die oben genannten missachtet, oder die Kunden werden durch verbotene Kaltakquise per Telefon zur Annahme einer Negativoption bewegt. Derartige unseriöse Praktiken haben die Methode teilweise als Abofalle in Verruf gebracht.
Als Kunde sollte man die Kündigung auf jeden Fall schriftlich, am besten per Einschreiben mit Rückschein, zustellen, wenn man nicht in den Vertrag eintreten möchte. Dies gilt besonders dann, wenn man Anlass hat, an der Seriosität des Anbieters zu zweifeln.